# 'Ndrina Galati
I Galati sono una 'ndrina di San Giovanni di Mileto, opera nel vibonese e nella Brianza, in Lombardia. Hanno legami con i Mancuso.

## Storia

### Anni 2010 - Speculazione edilizia di Rho e il Processo Quadrifoglio
Nel 2014 viene scoperta una speculazione immobiliare a Lucernate (frazione di Rho) nel milanese ad opera del gruppo di Cabiate guidato da Antonio Galati dando 300.000 euro ad un imprenditore edile e con la facilitazione del consigliere comunale di Rho Luigi Addisi.
Il 5 gennaio 2019 si conclude il processo Quadrifoglio, nato dall'omonima operazione delle forze dell'ordine. La corte di cassazione condanna a 8 anni e 4 mesi di carcere Fortunato Galati, a 5 anni e 2 mesi di carcere Luigi Addisi, ex consigliere comunale di Rho (Milano) e altre persone accusate a vario titolo di associazione mafiosa e detenzione illegale di armi.

## Esponenti e capibastone
- Carmine Galati (? - metà anni '90)
- Salvatore Galati, capobastone condannato all'ergastolo, oggi in carcere[1].
- Antonio Galati (1952 - ?), capo fino alla sua morte[1].
- Giuseppe Galati, arrestato nel 2010 nell'operazione Meta e coinvolto in una speculazione edilizia a Rho (Milano)[1].
- Fortunato Galati (1980), figlio di Salvatore, condannato a 24 anni di carcere per l'omicidio di Mariano Oliveri e il tentato omicidio di Antonio D'Angelo di Nicotera del 1997, nuovamente condannato nel 2019 a 8 anni di carcere[1].